# Банкі (Луїзіана)
Банкі (англ. Bunkie) — місто (англ. city) в США, в окрузі Авуаель штату Луїзіана. Населення — 3346 осіб (2020).

## Географія
Банкі розташоване за координатами 30°57′19″ пн. ш. 92°11′10″ зх. д. / 30.95528° пн. ш. 92.18611° зх. д. (30.955332, -92.185997).  За даними Бюро перепису населення США в 2010 році місто мало площу 6,97 км², з яких 6,93 км² — суходіл та 0,04 км² — водойми. В 2017 році площа становила 7,87 км², з яких 7,83 км² — суходіл та 0,04 км² — водойми.

## Демографія
Згідно з переписом 2010 року, у місті мешкала 4171 особа в 1624 домогосподарствах у складі 1077 родин. Густота населення становила 598 осіб/км².  Було 1917 помешкань (275/км²).
Расовий склад населення:
| - 57,2 % — чорних або афроамериканців - 40,1 % — білих - 0,6 % — корінних американців - 0,5 % — азіатів |

До двох чи більше рас належало 1,1 %. Частка іспаномовних становила 2,0 % від усіх жителів.
За віковим діапазоном населення розподілялося таким чином: 26,0 % — особи молодші 18 років, 57,3 % — особи у віці 18—64 років, 16,7 % — особи у віці 65 років та старші. Медіана віку мешканця становила 38,0 року. На 100 осіб жіночої статі у місті припадало 86,9 чоловіків;  на 100 жінок у віці від 18 років та старших — 79,5 чоловіків також старших 18 років.
Середній дохід на одне домашнє господарство  становив 33 223 долари США (медіана — 22 742), а середній дохід на одну сім'ю — 41 642 долари (медіана — 35 703). Медіана доходів становила 31 012 долари для чоловіків та 20 870 доларів для жінок. За межею бідності перебувало 29,4 % осіб, у тому числі 28,3 % дітей у віці до 18 років та 24,0 % осіб у віці 65 років та старших.
Цивільне працевлаштоване населення становило 1409 осіб. Основні галузі зайнятості: освіта, охорона здоров'я та соціальна допомога — 32,1 %, роздрібна торгівля — 15,5 %, мистецтво, розваги та відпочинок — 12,6 %, виробництво — 10,4 %.